# Ferrari 412 T2
De Ferrari 412 T2 was de Formule 1-auto van Scuderia Ferrari in 1995. De wagen werd net zoals voorgaand seizoen bestuurd door Jean Alesi en Gerhard Berger. Het was de opvolger van de 412 T1. Het ontwerp van de 412 T2 was erg onder invloed van de aanpassingen in het Formule 1-reglement: de V12 motor had dit jaar een 3,0 liter in plaats van de 3,5 liter van vorig seizoen. De T in de naam stond voor transverse omdat de versnellingsbak dwars was ingebouwd voor een betere gewichtsverdeling.
De auto was beter dan zijn voorganger, maar nog steeds niet sterk genoeg om te strijden voor het coureurskampioenschap. Jean Alesi wist ermee zijn enige Formule 1-overwinning te behalen tijdens de Grote Prijs van Canada 1995. Dit was ook de enige overwinning met de 412 T2. De wagen is vooral bekend gebleven als de laatste Formule 1-wagen met een V12, en ook de laatste wagen met een V12-motor die een Grand Prix won.

## Formule 1-resultaten
| Resultaat                     |
| ----------------------------- |
| Winnaar                       |
| Tweede plaats                 |
| Derde plaats                  |
| Gefinisht (punten)            |
| Gefinisht (geen punten)       |
| Niet geklasseerd (NC)         |
| Uitgevallen (DNF)             |
| Niet gekwalificeerd (DNQ)     |
| Gediskwalificeerd (DSQ)       |
| Niet gestart (DNS)            |
| Gewond (INJ)                  |
| Uitgesloten (EX)              |
| Teruggetrokken (WD)           |
| Niet deelgenomen (blanco cel) |
| vetgedrukt (pole position)    |
| cursief (snelste ronde)       |

| Jaar | Chassis       | Motor       | Banden | Coureurs       | 1   | 2   | 3   | 4   | 5   | 6   | 7   | 8   | 9   | 10  | 11  | 12  | 13  | 14  | 15  | 16  | 17  | Punten | WK-plaats |
| ---- | ------------- | ----------- | ------ | -------------- | --- | --- | --- | --- | --- | --- | --- | --- | --- | --- | --- | --- | --- | --- | --- | --- | --- | ------ | --------- |
| 1995 | Ferrari 412T2 | Ferrari V12 | G      |                | BRA | ARG | SMR | SPA | MON | CAN | FRA | GBR | DUI | HON | BEL | ITA | POR | EUR | PAC | JPN | AUS | 73     | Brons     |
| 1995 | Ferrari 412T2 | Ferrari V12 | G      | Jean Alesi     | 5   | 2   | 2   | DNF | DNF | 1   | 5   | 2   | DNF | DNF | DNF | DNF | 5   | 2   | 5   | DNF | DNF | 73     | Brons     |
| 1995 | Ferrari 412T2 | Ferrari V12 | G      | Gerhard Berger | 3   | 6   | 3   | 3   | 3   | 11  | 12  | DNF | 3   | 3   | DNF | DNF | 4   | DNF | 4   | DNF | DNF | 73     | Brons     |
| Jaar | Chassis       | Motor       | Banden | Coureurs       | 1   | 2   | 3   | 4   | 5   | 6   | 7   | 8   | 9   | 10  | 11  | 12  | 13  | 14  | 15  | 16  | 17  | Punten | WK-plaats |

### Eindstand coureurskampioenschap

#### 1995
- Jean Alesi: 5e (42pnt)
- Gerhard Berger: 6e (31pnt)